# Антипова, Прасковья Дмитриевна
Прасковья Дмитриевна Антипова (1848, Костромская губерния — 21 июня [4 июля] 1916, Ярославль) — основательница и директриса частной женской гимназии, существовавшей в Ярославле в 1907—1917 годах.

## Биография
Родилась в 1848 году в имении Григорьевцево Корцовской волости Солигаличского уезда Костромской губернии — дочь надворного советника Дмитрия Сергеевича Купреянова (1805—1869), предводителя дворянства Солигаличского уезда. Её дед – Сергей Фёдорович Купреянов (1769—1854), гвардии полковник, действительный статский советник, Костромской губернский предводитель дворянства (в 1815—1818 и 1830—1845). А бабушка — дочь полковника, солигаличского уездного судьи А. В. Шипова Елизавета Антоновна (1783/89? — 1842) — была тётей трёх известных женщин, сестёр Шиповых: Марии Павловна (1792—1874), Надежды Павловны, в замужестве фон Шульц (1795—1877) и Елизаветы Павловны (1796—1883).
В Санкт-Петербурге 26 апреля 1868 года вышла замуж за горного инженера, подполковника Алексея Ивановича Антипова (1833—1907).
В 1879—1881 годах Прасковья Антипова училась в Петербурге в школе Общества поощрения художеств по классу акварели. Здесь она познакомилась с акварелисткой Еленой Поленовой, с которой в 1884 году она путешествовала по Волге, Дону, Кавказу и Крыму. Поленова подарила своей близкой подруге большинство нарисованных тогда этюдов; те из них, которые сохранились, находятся ныне в Ярославском художественном музее, как и ряд акварелей самой Антиповой.
Известны портреты Прасковьи Антиповой работы Ивана Раулова 1868 года (Третьяковская галерея) и Валентина Серова 1890 года (Ярославский художественный музей).
В декабре 1888 года Антипова с мужем, вышедшим в отставку, и приёмными детьми переехала в Кострому. В 1888 году на VIII выставке «Общества русских акварелистов» были выставлены одни из последних ее работ: «Улица в Санта Маргарите» и «Уголок старого Крейцнаха»; теперь она решила оставить рисование.
В 1890-х годах семья Антиповых попеременно жила в Костроме, в Москве, в Петербурге (с 1895 до начала болезни в начале 1900-х годов А. И. Антипов снова находился на службе).
После смерти мужа совместно с Минералогическим обществом учредила в 1907 году золотую медаль имени А. И. Антипова, которая присуждалась с 1909 по 1915 г. за сочинения на русском языке по минералогии, геологии и палеонтологии.
Скончалась в Ярославле 21 июня (4 июля) 1916 года.

## Гимназия
В 1901 году Прасковья Дмитриевна открыла в Ярославле частную женскую гимназию, став начальницей, попечителем и председателем Попечительского совета. Сначала для гимназии она снимала помещение.
В июне 1907 года она обратилась в Ярославскую городскую управу, прося отвести участок в 600—700 квадратных саженей, желательно в центре города, для строительства здания гимназии. Была выделена территория на Воскресенской улице (ныне улица Революционная, дом 7), где было построено первое в Ярославле школьное здание, в котором обычная коридорная система была заменена системой двух больших рекреационных залов, в которые выходили двери классных комнат. Кроме того, в гимназии был впервые в городе применён способ биологической ассенизации. Ныне здание является памятником архитектуры федерального значения.
Особый упор в преподавании делался на предметах, развивающих вкус и формирующих хорошие манеры. К 1913 году в гимназии обучалось более 350 учениц.
В последние годы из-за болезни Антипова не могла ходить, но бывала в гимназии почти каждый день — её приносили в кресле в центральный зал. Одевалась торжественно, часто в белый костюм. Держала себя величественно и строго.
Уже после её смерти в январе 1918 года во время Ярославского восстания в июле 1918 года гимназию отдали под лазарет, затем в 1919 году закрыли и реорганизовали в советскую школу № 7. Ныне это анатомический корпус Ярославской государственной медицинской академии.